# Anuwat Nakkasem
Anuwat Nakkasem (thailändisch อนุวัฒน์ นาคเกษม, * 18. Februar 1991 in Rayong) ist ein thailändischer Fußballspieler.

## Karriere
Anuwat Nakkasem stand von 2013 bis 2019 beim Chonburi FC unter Vertrag. Der Verein aus Chonburi spielte in der höchsten thailändischen Liga, der Thai Premier League. Die Rückserie wurde er an den Erstligaaufsteiger Ratchaburi Mitr Phol nach Ratchaburi ausgeliehen. Für Ratchaburi absolvierte er vier Erstligaspiele. Der ebenfalls in der ersten Liga spielende Songkhla United lieh ihn die Rückserie 2014 aus. Am Ende der Saison musste er mit dem Verein aus Songkhla den Weg in die zweite Liga antreten. Von 2016 bis 2017 spielte er auf Leihbasis beim PTT Rayong FC. Der Verein aus Rayong spielte in der zweiten Liga, der Thai League 2. 2019 stand er auf Leihbasis für den Drittligisten Phuket City FC auf dem Spielfeld. Vom 1. Januar 2020 bis August 2021 war er vertrags- und vereinslos. Im August 2021 unterschrieb er einen Vertrag beim Drittligisten Bankhai United FC. Nach der Saison wechselte er im Sommer 2022 wieder in die zweite Liga, wo er sich im nahegelegenen Rayong dem Rayong FC anschloss. Nach zehn Zweitligaspielen wurde sein Vertrag im Dezember 2022 aufgelöst. Zur Rückrunde 2022/23 unterschrieb er einen Vertrag beim Drittligisten North Bangkok University FC in der Hauptstadt Bangkok. Mit dem Verein spielte er sechsmal in der Bangkok Metropolitan Region der Liga.